# Madalena Catarina do Palatinado-Zweibrücken
Madalena Catarina do Palatinado-Zweibrücken (em alemão:  Magdalena Katharina von Pfalz-Zweibrücken;  Zweibrücken, 26 de abril de 1607 - Estrasburgo, 20 de janeiro de 1648), foi uma princesa alemã do ramo Palatino da Casa de Wittelsbach.
Foi duquesa consorte de Birkenfeld-Bischweiler.

## Biografia
Madalena Catarina era filha única do primeiro casamento do duque João II do Palatinado-Zweibrücken (1584-1635) com Catarina de Rohan (1578-1607), filha de Renato II de Rohan.
Após a morte de sua mãe, o pai voltou a casar em segundas núpcias em 16.., pelo que Madalena Catarina teve sete meios irmãos, entre os quais o duque Frederico, que sucedeu ao pai como Duque de Zweibrücken.
A 14 de novembro de 1630, na cidade de Zweibrücken, Madalena Catarina casou com Cristiano I do Palatinado-Birkenfeld-Bischweiler (1598-1654). Como dote, o marido recebe o distrito de Bischweiler, na Alsácia. O casal viveu inicialmente numa ala do castelo de Birkenfeld. Mais tarde, Cristiano manda construir um castelo que foi utilizado como residência da família. Bischweiler foi completamente destruída em 1635 durante os tormentos da Guerra dos Trinta Anos.
Madalena Catarina morre no exílio, em Estrasburgo, a 20 de janeiro de 1648, sendo sepultada na igreja Reformada de Bischweiler.

## Casamento e descendência
Do seu casamento com Cristiano I nasceram os seguintes filhos:
- menino (nasceu e morreu em 1631);
- Gustavo Adolfo (Gustav Adolf) (nasceu e morreu em 1632);
- João Cristiano (Johann Christian) (1633-1633);
- Doroteia Catarina (Dorothea Katharina) (1634-1715), que casa João Luís de Nassau-Ottweiler[4];
- Luísa Sophie (Louise Sophie) (1635-1691);
- Cristiano II (Christian) (1637-1717), Duque do Palatinado-Birkenfeld;
- João Carlos (Johann Karl) (1638-1704), Duque do Palatinado-Birkenfeld-Gelnhausen;
- Ana Madalena (Anna Magdalena) (1640-1693), que casa com João Reinhard II de Hanau-Lichtenberg.